# Schosshaldenfriedhof

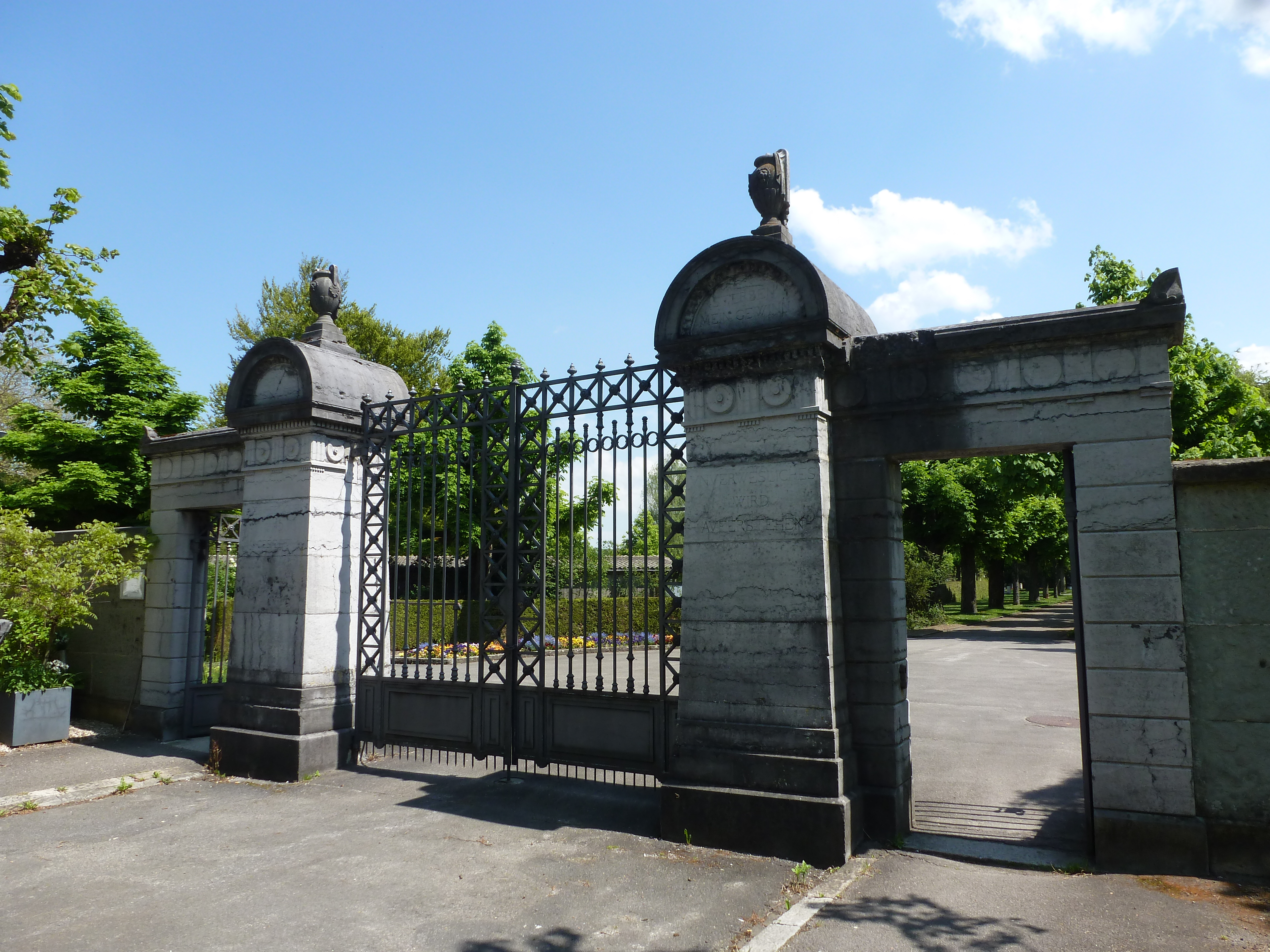
Alter Haupteingang

Der Schosshaldenfriedhof ist ein Friedhof an der Ostermundigenstrasse 116 in Bern in der Schweiz und mit einer Fläche von 16,8 Hektaren der grösste Friedhof in der Stadt.

## Beschreibung

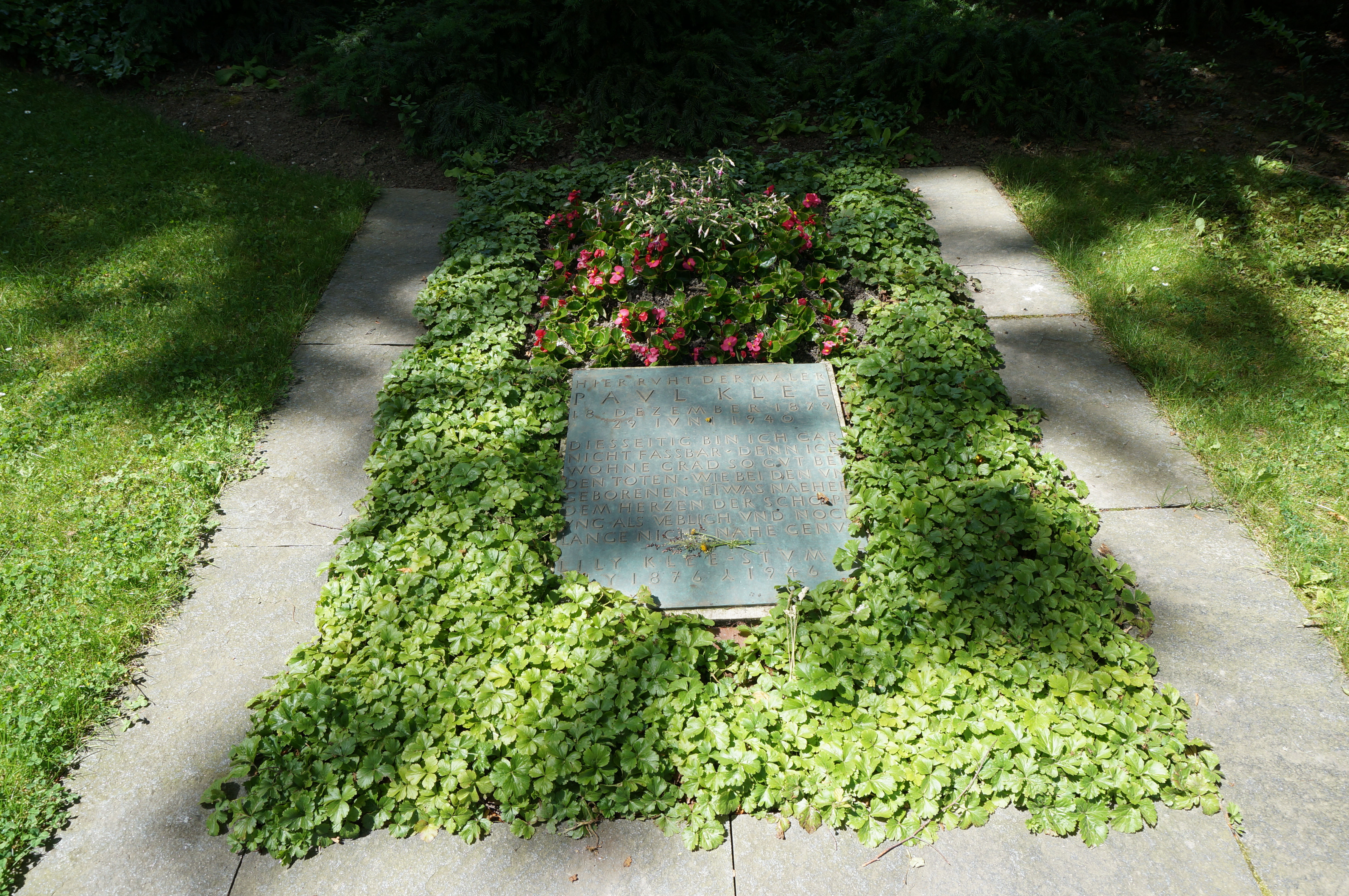
Grab Paul Klees auf dem Schosshaldenfriedhof

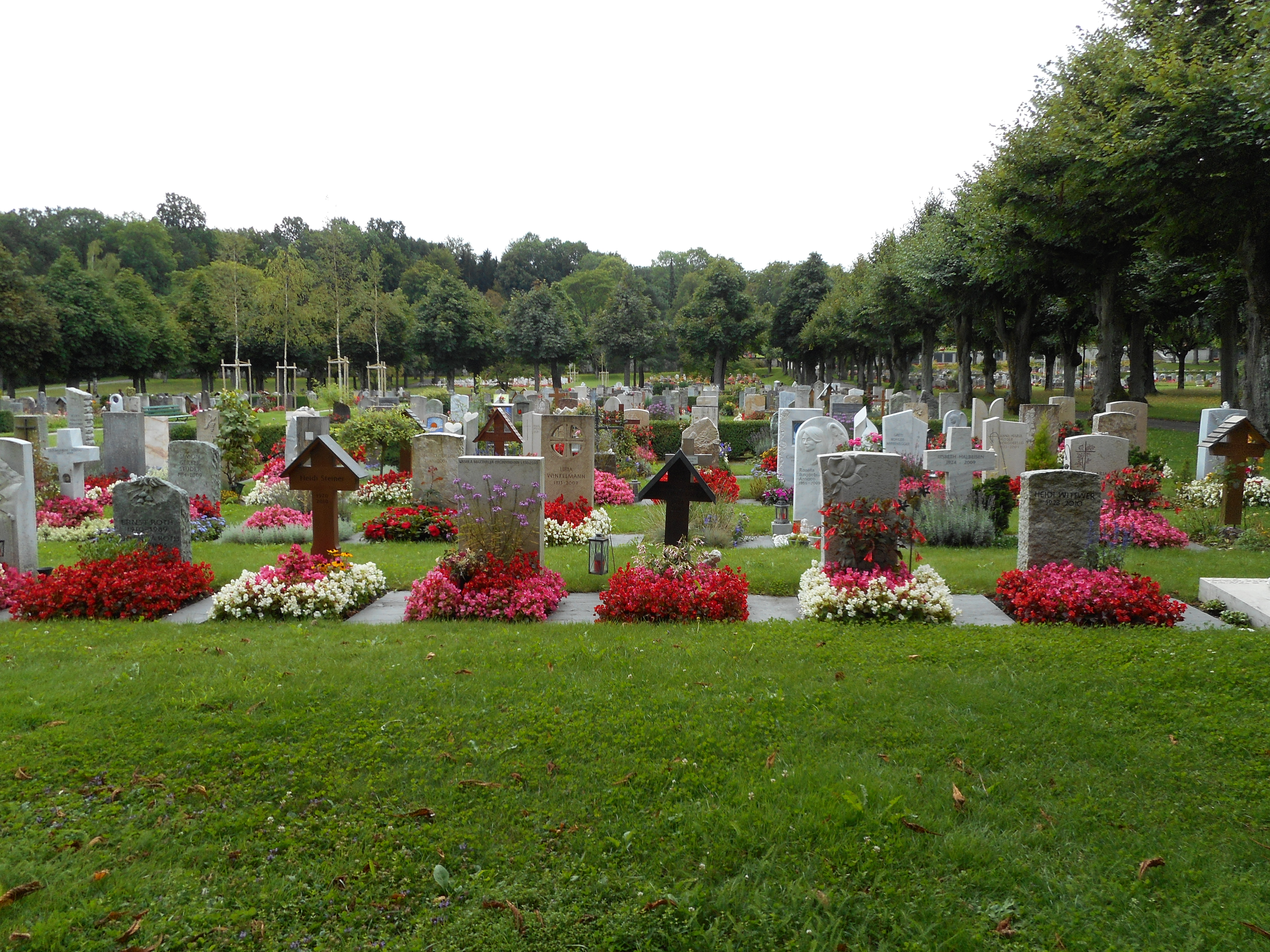
Reihengräber

Der Friedhof liegt an der Grenze zur Gemeinde Ostermundigen. Er wurde 1877 als Ersatz für den Rosengarten eröffnet und danach mehrmals erweitert. Auf den Wiesen des Friedhofs wachsen seltene Wildpflanzen, und in der Anlage leben viele Vogelarten, Fledermäuse und Kleinlebewesen.
Auf dem Schosshaldenfriedhof befindet sich das Grab des Malers Paul Klee und seiner Familie. Es trägt eine Bronzeplatte mit einem Zitat von Klee aus dem Jahre 1920: Diesseitig bin ich gar nicht fassbar. Denn ich wohne grad so gut bei den Toten, wie bei den Ungeborenen. Etwas näher dem Herzen der Schöpfung als üblich. Und noch lange nicht nahe genug.
Das Museumsgrabfeld mit beispielhaften Grabsteinen aus verschiedenen Epochen befindet sich auch auf dem Gelände. Unter den wenigen am ursprünglichen Standort erhaltenen historischen Monumenten ist beispielsweise das Familiengrab des Brauereibesitzers Rupert Gassner (1842–1901) sehenswert.

## Weitere prominente Bestattete
- Ernst Alker (1895–1972), österreichisch-schwedischer Literaturwissenschafter
- Erwin Friedrich Baumann (1890–1980), Architekt und Bildhauer
- Friedrich Baumann (1835–1910), Baumeister und Politiker
- Markus Feldmann (1897–1958), Bundesrat
- Karl Geiser (1862–1930), Hochschullehrer, Behördenleiter und Heimatforscher
- Otto von Greyerz (1863–1940), Sprachwissenschaftler
- Ernst Kreidolf (1863–1956), Maler und Kinderbuchillustrator
- Ludwig Lichtheim (1845–1928), Medizinprofessor
- Eugen Meier (1930–2002), Fussballspieler
- Rudolf Münger (1862–1929), Maler
- Maurice Edmond Müller (1918–2009), Chirurg, Stifter Zentrum Paul Klee
- Marcel Perincioli (1911–2005), Bildhauer
- Karl Rappan (1905–1995), Fussballspieler
- Christian Rubi (1899–1990), Lehrer, Heimatforscher und Volkskundler
- Eduard von Steiger (1881–1962), Bundesrat
- Rudolf von Tavel (1866–1934), Mundartschriftsteller
- Karl Walser (1877–1943), Maler, Bühnenbildner und Illustrator
- Joseph Victor Widmann (1842–1911), Schriftsteller und Journalist

### Aufgehobene Gräber
- Anna Feodorowna (1781–1860), russische Grossfürstin
- Gertrud Kurz (1890–1972), Flüchtlingsmutter
- Franz Eugen Schlachter (1859–1911), Bibelübersetzer, Prediger
- Adolf Wölfli (1864–1930), Maler

## Rezeption
Der Schosshaldenfriedhof wird im Kriminalroman Der Richter und sein Henker von Friedrich Dürrenmatt erwähnt: Hier wird die ermordete Romanfigur Polizeileutnant Ulrich Schmied (oder Dr. Prantl) begraben.